# Fritz Kalkbrenner
Fritz Kalkbrenner (Berlín; 1981) es un DJ, remezclador y productor discográfico alemán. Es nieto del pintor Fritz Eisel y hermano menor de Paul Kalkbrenner. A diferencia de las composiciones de su hermano, la música de Fritz es mucho más cálida gracias a la influencia de soul que tiene en ella.
Desde 2002, Kalkbrenner ha trabajado como un periodista musical y cultural para estaciones de TV entre las cuales están MDR, MTV de Alemania y Deutsche Welle. En 2008 produjo la banda sonora para la película Berlin Calling con su hermano Paul Kalkbrenner, el cual le posibilió ser reconocido en la escena musical específicamente por la canción "Sky and Sand" que produjo junto con su hermano.

## Discografía

### Álbumes
- Here Today Gone Tomorrow (Suol, 2010)
- Suol Mates (Suol, 2012)
- Sick Travellin´ (Suol, 2012)
- Ways over Water´ (Suol, 2015)

### Sencillos y EP
- DJ Zky / Fritz Kalkbrenner – Stormy Weather (Cabinet Records, 2004)
- Paul & Fritz Kalkbrenner – Sky and Sand (BPitch Control, 2009)
- Chopstick & Johnjon feat. Fritz Kalkbrenner – A New Day (Baalsaal Music, 2009)
- Wingman EP (Baalsaal Music, 2009)
- The Dead End EP (Suol, 2010)
- Chopstick & Johnjon feat. Fritz Kalkbrenner – Keep On Keepin' On (Suol, 2010)
- Facing The Sun (Suol, 2010)
- Kings In Exile (Suol, 2010)
- Right In The Dark (Suol, 2011)
- Wes EP (Suol, 2011)
- Get A Life (Suol, 2012)
- Ruby Lee (Suol, 2012)
- Suol Mates EP (Suol, 2012)
- Little By Little (Suol, 2013)
- Booka Shade feat. Fritz Kalkbrenner – Crossing Borders[2] (Blaufield, 2013)
- Void[3] (Suol, 2015)

## Películas
- Berlin Calling (2008)